# Lipovci
Lipovci este o localitate din comuna Beltinci, Slovenia, cu o populație de 1.047 de locuitori.